# Porsche Formula E Team
A Porsche Formula E Team egy német csapat, amely a Formula–E 2019–2020-as szezonjában bemutatkozott be.

## Formula–E

### Előzmények

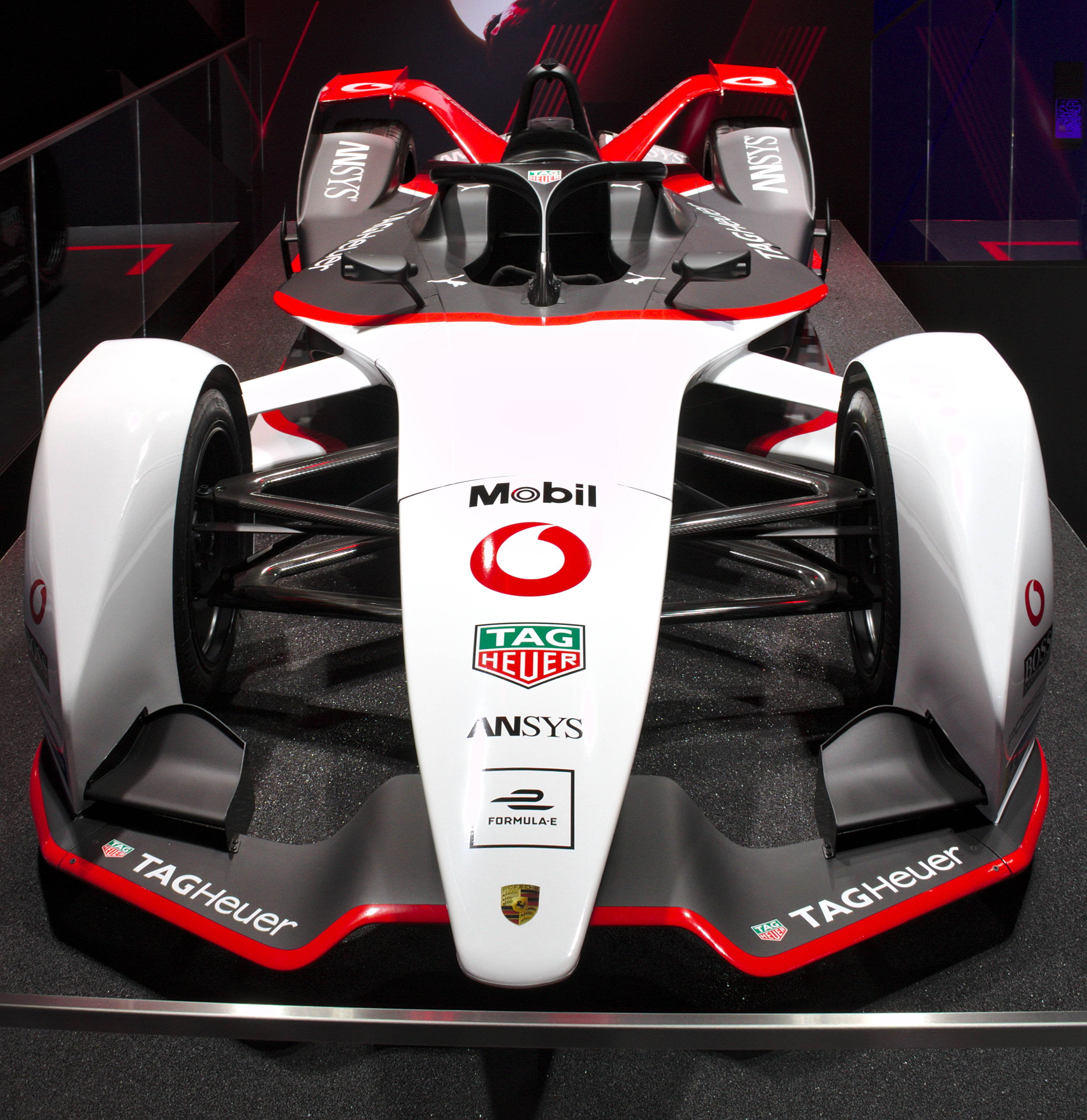
A csapat legelső Formula–E versenyautója, a Porsche 99X Electric

2017. júliusában bejelentésre került, hogy a Porsche kiszáll a Hosszútávú-világbajnokság (WEC) LMP1-es kategóriájából a 2017-es szezon befejeztével. Ezzel egy időben kiderült az is, hogy a német márka csapatot fog indítani a Formula–E bajnokság 2019–2020-as szezonjától kezdve. 2019. márciusában egy privát teszt keretein belül tette meg első métereit a német márka elektromos autója. 2019. augusztusában bemutatásra az alakulat versenygépe, amely a 99x Electric nevet kapta. A csapat versenyzőpárosát két korábbi világbajnok Neel Jani és André Lotterer alkotják. 2019. augusztus 26-án a Porsche és a TAG Heuer közösen bejelentette, hogy a luxusórákat forgalmazó márka csatlakozik az istállóhoz hivatalos névadó és időmérőpartnerként. 2019. szeptemberében bejelentésre került, hogy kik lesznek az istálló tartalék- és szimulátor versenyzői. Egyikük Simona de Silvestro, aki már rendelkezik tapasztalattal a szériában, ugyanis a 2014–2015-ös, valamint a 2015–2016-os szezonban ott volt versenyzőként a rajtrácson. Társa az osztrák Thomas Preining lett, aki a Porsche csapat saját nevelésű gyári versenyzője, a 2018-as Német Porsche Carrera kupa bajnoka.

### Az első szezon (2019-2020)
A szezon előtti teszteken összességében közepes eredményt ért el a csapat: legjobb eredményüket Lotterer szerezte meg, aki az első napon a 14. pozícíóban végzett. Az évnyitó hétvége első versenyén Lotterer dobogós pozícióban látta meg a kockás zászlót. A második versenyen azonban halványabb teljesítményt nyújtott a csapat versenyzőpárosa: a 13. illetve a 14. pozícióban intették le őket.

## Eredmények
| Év      | Kasztni      | Hajtáslánc           | Abroncs | Rajtszám | Versenyzők      | 1   | 2   | 3   | 4   | 5   | 6   | 7   | 8    | 9   | 10  | 11  | 12  | 13  | 14  | 15  | 16  | Pont | Helyezés |
| ------- | ------------ | -------------------- | ------- | -------- | --------------- | --- | --- | --- | --- | --- | --- | --- | ---- | --- | --- | --- | --- | --- | --- | --- | --- | ---- | -------- |
| 2019–20 | Spark-SRT05e | Porsche 99X Electric | M       |          |                 | ADR | ADR | SAN | MEX | MAR | BER | BER | BER  | BER | BER | BER |     |     |     |     |     | 79   | 8.       |
| 2019–20 | Spark-SRT05e | Porsche 99X Electric | M       | 18       | Neel Jani       | 17  | 13  | Ki  | 14  | 18  | 12  | 15  | Ki   | 19  | 6   | 15  |     |     |     |     |     | 79   | 8.       |
| 2019–20 | Spark-SRT05e | Porsche 99X Electric | M       | 36       | André Lotterer  | 2   | 14  | Kiz | Ki  | 8   | 2   | 9   | 5    | 8   | 4   | 14  |     |     |     |     |     | 79   | 8.       |
| 2020–21 | Spark-SRT05e | Porsche 99X Electric | M       |          |                 | DIR | DIR | ROM | ROM | VAL | VAL | MON | PUE  | PUE | NYC | NYC | LON | LON | BER | BER |     | 137  | 8.       |
| 2020–21 | Spark-SRT05e | Porsche 99X Electric | M       | 36       | André Lotterer  | 16  | 11  | 14  | 15  | Ki  | 2   | 17  | Kiz  | 17  | 8   | 5   | 4G  | 17  | 10  | 4   |     | 137  | 8.       |
| 2020–21 | Spark-SRT05e | Porsche 99X Electric | M       | 99       | Pascal Wehrlein | 5   | 10  | 7   | 3   | Ki  | 18  | Ki  | KizG | 4   | Ki  | 4   | 10  | 5   | 21  | 6   |     | 137  | 8.       |
| 2021–22 | Spark-SRT05e | Porsche 99X Electric | M       |          |                 | DIR | DIR | MEX | ROM | ROM | MON | BER | BER  | JAK | MAR | NYC | NYC | LON | LON | SEO | SEO | 134  | 7.       |
| 2021–22 | Spark-SRT05e | Porsche 99X Electric | M       | 36       | André Lotterer  | 13  | 4   | 2   | 10  | 4   | Ki  | 4   | 8    | 9   | 15  | 16  | 9   | 12  | 12  | Ki  | Ki  | 134  | 7.       |
| 2021–22 | Spark-SRT05e | Porsche 99X Electric | M       | 94       | Pascal Wehrlein | 11  | 9   | 1   | 8   | 6   | Ki  | 6   | 12   | 8   | 12  | 6   | 11  | 10  | 10  | 7   | Ki  | 134  | 7.       |

- G A leggyorsabb volt a kvalifikációs csoport szakaszban, ezért 1 bajnoki pontban részesült.
- * Folyamatban lévő szezon.
- † Nem fejezte be a futamot, de rangsorolva lett, mert teljesítette a versenytáv 90%-át.
- ° FanBoost